# José Jorge Loureiro
José Jorge Loureiro (Lisbona, 23 aprile 1791 – Lisbona, 1º agosto 1860) è stato un politico e militare portoghese, primo ministro del Portogallo per cinque mesi e due giorni.
Era un generale dell'esercito e ricoprì anche la carica di ministro delle finanze.